# El vuelo de la victoria
El vuelo de la victoria es una telenovela mexicana producida por Nathalie Lartilleux Nicaud para Televisa y transmitida por Las Estrellas en 2017. Está basada en la telenovela venezolana Como tú ninguna, original de Carlos Romero y adaptada por María Antonieta "Calú" Gutiérrez y Anthony Martínez. Se estrenó por Las Estrellas el 10 de julio de 2017 en sustitución de Mi adorable maldición, y finalizó el 12 de noviembre del mismo año siendo reemplazado por Sin tu mirada.
Está protagonizada por Paulina Goto, Andrés Palacios y Mane de la Parra, junto con Elizabeth Álvarez, Jorge Poza, Gaby Mellado y Helena Rojo en los roles antagónicos. Acompañados por Susana González, Arturo Peniche, Jorge Aravena, René Strickler, Natalia Guerrero, Verónika con K y Susana Dosamantes.

## Trama
La historia comienza en 1993... Cuando Cecilia (Natalia Guerrero) una joven de 20 años e hija de un matrimonio de clase alta, se embaraza de un trabajador de su hacienda. Debido a esto, su padre la obliga a que se deshaga de la bebé. Desvalida, sin un peso, y sin otra opción, Cecilia deja a su hija recién nacida en la hacienda Seis Potros, que pertenece a la familia Santibáñez, y se va con una sola esperanza: la adoptarán, le darán la vida que merece y tendrá mejor suerte que a su lado. 
Pero es Chencha (Verónika con K) quién encuentra a la pequeña y desde ese momento se convierte en la nueva madre de la criatura. Ahora deberá arreglárselas para criar a la niña sin molestar a los dueños de la casa, sobre todo, para no alterar a doña Gloria (Susana Dosamantes), dueña y señora de la hacienda, una mujer fría y controladora que marcará el destino de la pequeña. 
La niña es bautizada como Victoria, pues ha alcanzado su primera victoria: mantenerse de pie a pesar del abandono de su madre. Ella crece llena de vida y muy alegre. A la edad de cuatro años ya está acostumbrada a correr por todo el pueblo. Su único sueño sólo es convertirse en una gran corredora profesional y alcanzar el éxito. 
Al pueblo llega don Clemente (René Strickler), buscando talentos para el equipo de atletismo para la selección que representará a México, y allí encuentra a su estrella: Victoria. Pero su sueño se ve truncado. A sus 14 años es acusada de causar el accidente de su mejor amiga Luz Clarita, quien queda en coma. En realidad, Victoria quiso ayudarla pero fue imposible. Es cuando doña Gloria jura vengarse de Victoria, y con ayuda de Julio (Jorge Poza), demostrando que ella es un peligro para el pueblo por correr de una manera tan desenfrenada y que fue la causante del accidente. Es así como Victoria es condenada a pasar los últimos años de su adolescencia en un reformatorio. Al cumplir la mayoría de edad, Gloria se encarga de que Victoria (Paulina Goto) sea trasladada al reclusorio y cumpliendo injustamente más años de condena. Pero su mundo no se acaba, pues su madre adoptiva Chencha y Andrés (hijo menor de Gloria), juran apoyarla siempre hasta que salga de allí.
A pesar de que su madre odia a Victoria y ha tratado de separarlos, Andrés siempre se ha mantenido fiel a su promesa de devolverle la libertad a Victoria, la única mujer que ha amado. Cuando Victoria salga del reclusorio, Andrés tiene la ilusión de convertirla en su esposa.
Cuatro años después... ahora Victoria de 22 años, recupera su libertad y la ilusión de ser una gran atleta. Sin embargo, se enfrentará a una decisión que marcará nuevamente su destino. Tendrá que decidir entre seguir el sueño de convertirse en una gran velocista profesional o quedarse al lado de Andrés (Mane de la Parra), quien nunca la abandonó cuando más lo necesitó.
Al casarse con Andrés, Victoria acepta vivir en su hacienda, eso implica tener que convivir con Gloria, la persona que más daño le ha causado. Poco después, Gloria, Julio y Elena (Clarisa González) en complicidad con Cristina (Eva Cedeño) la eterna enamorada de Andrés, corren a Victoria de la hacienda y haciéndole creer a Andrés que se fue por su voluntad. 
Victoria y Chencha, deciden huir de la maldad de la familia Santibáñez e irse a la capital, allí vuelve a reencontrarse con Don Clemente, él le recuerda que tiene un gran talento y le ofrece por última vez integrarse al equipo de atletismo. Victoria decide seguir su sueño y dejar todo atrás, sin imaginar que también deja atrás a Cecilia, su verdadera madre, quien después de tantos años regresa al pueblo en busca de su hija, creyendo que ella posee una buena familia, y jura no descansar hasta recuperarla. 
En la ciudad, Victoria y Raúl (Andrés Palacios) se conocen. Él es el médico del equipo de atletismo y amigo de Clemente, pero además fue quien acompañó a Victoria durante su estadía en el reformatorio a través de su programa de radio, dándole consejos sobre superación y esperanza. Victoria no puede creer que él sea la misma persona de la radio que con una sola palabra, la llenaba de sabiduría y admiración mientras estaba encerrada. Desde el primer momento, Raúl no puede evitar ocultar la fuerte atracción que siente hacia ella. Ahora el amor que ambos sentían sin conocerse, es una realidad.
Al conllevar un romance con Raúl, Victoria se gana una nueva enemiga: Magdalena (Elizabeth Álvarez), la eterna y obsesiva enamorada de Raúl, una mujer que no le importa dañar a los demás para obtener su beneficio. Aun así, Victoria no se dejará vencer. 
Por fin la vida de Victoria parece tener rumbo, pero el destino aún le tiene preparadas sorpresas y obstáculos. Deberá aprender que sólo con disciplina, dedicación y esfuerzo logrará cumplir todas sus metas. Ella es una alma libre y nadie detendrá su vuelo.

## Reparto

### Principales
- Paulina Goto como Victoria Tonantzin
- Andrés Palacios como Raúl de la Peña
- Mane de la Parra como Andrés Santibáñez y Calzada
  - Jaime Maqueo como Andrés de niño
- Jorge Aravena como Jorge Acevedo
- Elizabeth Álvarez como Magdalena Sánchez
- René Strickler como Clemente Mendieta
- Natalia Guerrero como Cecilia de Acevedo
- Jorge Poza como Julio Montaño
- Susana Dosamantes como Gloria vda. de Santibáñez y Calzada
- Verónika con K como Crescencia "Chencha" Tonantzin
- Susana González como Isadora Duncan
- Helena Rojo como María Isabel vda. de la Peña[4]
- Roberto Blandón como Santiago Santibáñez y Calzada
  - Alejandro Izaguirre como Santiago de joven (joven)
- Arturo Peniche como Braulio Zavala

### Recurrentes e invitados especiales
- Juan Pablo Gil como Arturo Acevedo
- Gaby Mellado como Adriana Hernández
- Eva Cedeño como Cristina Rivadeneira Montero
- Tania Lizardo como Usumacinta "Cinta"
- Isadora González como Mireya
- Rafael Amador como Padre Esteban
- Ana Lorena Elorduy como Elsa de la Peña
- Briggitte Bozzo como Ángela
- Clarisa González como Elena Santibáñez y Calzada
- Lalo Palacios como Elías Zamora
- Pía Sanz como Luz Clarita
- Andrés B. Durán como Alfredo
- Jorge Gallegos como Ignacio "Nacho"
- Guillermo Avilán como Ernesto Coral
- Pietro Vannucci como Saúl
- Germán Gutiérrez como Armando
- Claudia Bollat como Rosa
- Arturo Muñoz como Lic. Mandujano
- Rubí Cardoso como Mirna
- Mathías Anthuano como Fénix Montaño Santibáñez y Calzada
- Kamil Omael como Crescencio "Chencho" Tonantzin
- Leonardo Andriessen como Alejandro Tonantzin / Sebastián Zavala
- Susana Lozano como Maritza Zavala
- María Andrea Araujo como Tania
- Mauricio García-Muela como Leonardo de la Peña
- Lizetta Romo como Zulema
- Palmeira Cruz como Milagros
- Arena Ibarra como Rosaura
- María Prado como Sra. Nájera
- Alejandro Cuétaro como Félix
- Horacio Pancheri como Visitante del hospital
- Jorge Ortín como Lic. Carlos Yepes
- Gerardo Santínez como Doctor
- Daniel Martínez Campos como Emiliano

## Producción
A inicios de marzo de 2017, Televisa dio luz verde para el desarrollo de la telenovela, bajo la batuta de Nathalie Lartilleux Nicaud como productora ejecutiva, María Antonieta "Calú" Gutiérrez en la adaptación y como protagonista titular Paulina Goto (la cual trabajó previamente con Lartilleux, en la producción hermana Un camino hacia el destino). La producción de la telenovela inició grabaciones el 2 de mayo de 2017, y finalizó producción el 30 de octubre del mismo año.

### Selección del reparto
Paulina Goto fue elegida para el papel de Victoria, la protagonista titular, el 3 de marzo de 2017, seguido tiempo después por Mané de la Parra como Andrés y Andrés Palacios como Raúl de la Peña. Pablo Montero había sido elegido inicialmente para interpretar el personaje de Palacios, pero debido a problemas con la producción, fue despedido del proyecto. Susana Dosamantes también tuvo problemas con la producción, por lo que su participación fue cortada y fue programada para aparecer en algunos episodios.

### Banda sonora
| N.º | Título                              | Escritor(es)                                                      | Duración |  |
| 1.  | «Me enamoré» (Patrizio Buanne)      | Jorge Eduardo Murguía Pedraza Mauricio Hernández López de Arriaga | 3:21     |  |
| 2.  | «Necesito a alguien» (Paulina Goto) | Jorge Eduardo Murguía Pedraza Mauricio Hernández López de Arriaga |          |  |
| 3.  | «Nada» (Paulina Goto)               | Jorge Eduardo Murguía Pedraza Mauricio Hernández López de Arriaga |          |  |
| 4.  | «Creo en tu amor» (Paulina Goto)    | Jorge Eduardo Murguía Pedraza Mauricio Hernández López de Arriaga | 3:21     |  |

## Audiencia
| Temporada | Horario (CT)                                                       | Episodios | Primera emisión     | Primera emisión      | Última emisión          | Última emisión       | Promedio de espectadores (millones) |
| Temporada | Horario (CT)                                                       | Episodios | Fecha               | Audiencia (millones) | Fecha                   | Audiencia (millones) | Promedio de espectadores (millones) |
| --------- | ------------------------------------------------------------------ | --------- | ------------------- | -------------------- | ----------------------- | -------------------- | ----------------------------------- |
| 1         | lunes a viernes 17:30 - 18:30 h. domingo 18:30 - 20:30 h. (ep. 89) | 89        | 10 de julio de 2017 | 7.6                  | 12 de noviembre de 2017 | 3.0                  | —                                   |